# 真臘風土記

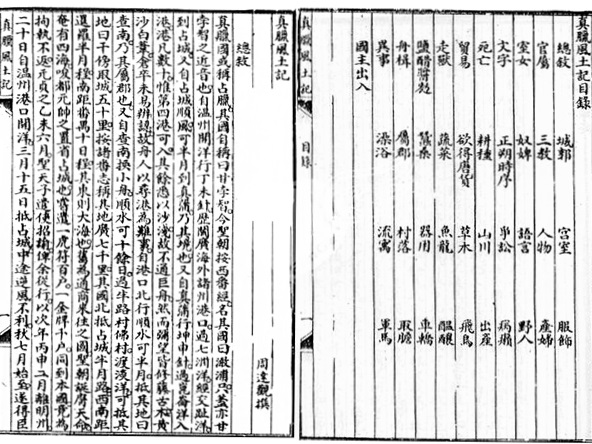
周達觀『真臘風土記』の冒頭部分。

『真臘風土記』（しんろうふどき、中国語: 真臘風土記、拼音: Zhēnlà Fēngtǔ Jì）は、1296年から1297年にかけてクメール王朝（アンコール王朝）に滞在した、中国元代の漢人・周達観が著した書物。周の記述は、公的な報告書などではなく、私的に綴られた書物であったが、後世に唯一伝えられているクメール王朝における日常生活について実体験に基づいて書かれた記録であり、歴史的に重要な意義をもっている。これ以外に残されている記録は、寺院の壁に刻まれた碑文などに限られている。

## 成立
著者の周達観は、元の皇帝・成宗（テムル）が1296年に派遣した、勅令を伝達する公式な外交使節（真臘招撫随奉使）の従行（随行員）としてクメールを訪れた。滞在は、1296年7月から1297年6月に及んだ。本書がいつ成立したのかについて、確たることは分かっていないが、1297年に周が中国に帰還してから15年以内に書かれている。いずれにせよ、現代まで伝えられている内容は、一部だけであり、おそらく元々の記述の3分の1程度しか伝わっていないと考えられている。17世紀の愛書家だった銭曽は、この書物に2種類の異なる編集版があることを記録しており、ひとつは元の時代のもので、もうひとつは明の時代に成立した文集『古今説海』を含む形のものであった。後者の明代のものは、「記述がごちゃごちゃにされ、全体の6-7割は失われており、辛うじて書物として成り立っている」状態であったとされる。元代の完本は、今日では既に失われ、現存する諸版は、内容が削減された明代のものに概ね依拠している。
本書の記述の一部は、様々な形で他の文集に収められている。元代末に最初に編纂された大規模な選集『説郛』にも、本書からの抜粋が収められており、清初に刊行された第二の版にも収められた。圧縮された記述は、明代の『古今逸史』にも見え、同じ文章は他の文集にも見える。現代の中国における版としては、夏鼐が13種類の諸版に見える文章を踏まえて編纂した注釈本が代表的なものとなっているが、この版は1980年に完成し、2000年に刊行された。夏鼐は、現存する諸版に、『説郛』系と『古今説海』系の2系統があることを示した。
本書の文章は、古典的な中国語の文語体である漢文で書かれているが、所々に、単語や文法構造が、周の方言であった温州語の影響を受けている箇所がある。

## 他言語への翻訳

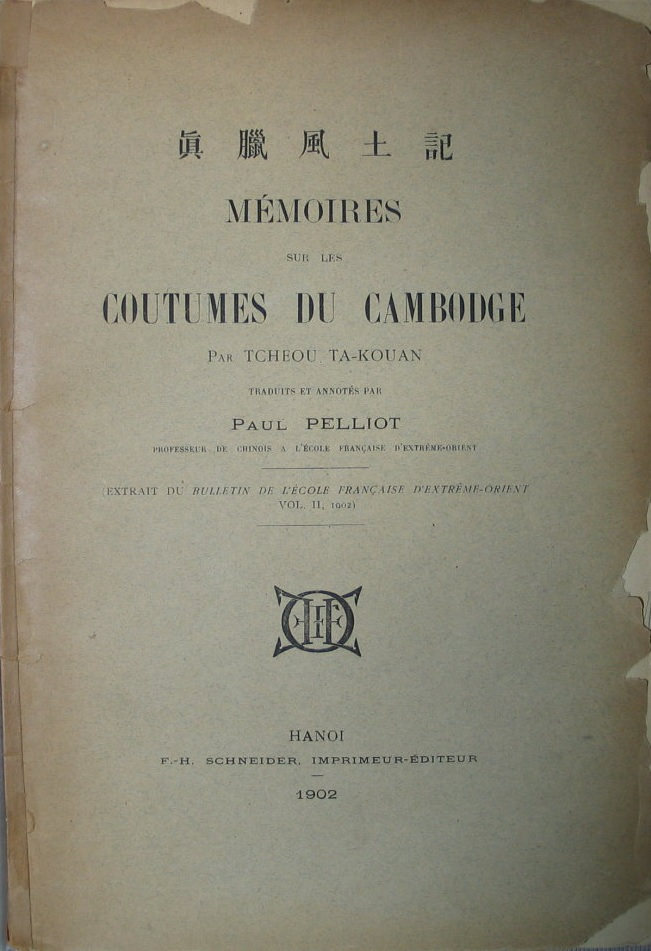
1902年に出版された、ポール・ペリオによるフランス語への翻訳『Mémoires sur les coutumes du Cambodge de Tcheou Ta-Kouan』の扉。

周による記述が最初にフランス語へ翻訳されたのは、1819年に発表されたジャン＝ピエール・アベル＝レミュザによるものであったが、これは大した反響は呼ばなかった。次いで、1902年にポール・ペリオが再度フランス語への翻訳を発表したが、この翻訳は後にペリオ自身によって修正が施され、ペリオの死後1951年に再出版された。いずれにせよ、ペリオは周のこの著書に、詳細な注釈を施そうとしていたが、それを完成させることなく死去した。ペリオの翻訳や訳注への評価は高く、例えば1967年のJ・ギルマン・ダーシー・ポール (J. Gilman d’Arcy Paul) や、2001年のマイケル・スミシーズ (Michael Smithies) による英訳など、その後の様々な言語へと重訳された。
2007年、ニュージーランド戦略研究センターの上級フェローでる中国語学者ピーター・ハリス (Peter Harris) が、『A Record of Cambodia: the Land and Its People』という新しい題名で初めて中国語から現代英語へ直接の翻訳を完成させ、それまでの英訳にあった様々な誤りを正した。ハリスは、カンボジアで長年活動し、現代の現地の写真や、周達観の記述に関連した場所の地図などもこの書物に盛り込んだ。
日本語には、外務省調査局によって1940年に『真蠟風土記』として訳出されたが、これは公刊されなかった。1989年には、東洋文庫の一冊として、詳細な注解と解説を含む和田久徳による翻訳が出版された。これは『古今説海』を底本とし、『説郛』で補ったものであった。

## 背景と記述の特徴
当時のクメール王朝（アンコール王朝）は、衰退期に入っていたとされるが、なお「盛時」といえる状況にあった。
周達観は、クメール語を少しは解したようだが、おもに当地に居住していた「唐人」すなわち漢人から情報を得ていたものと考えられている。
記述の内容は、実見したこと、伝聞、推測などが書き分けられており、また見たかったが見られなかったといった記述もあり、客観性が高い。松浦史明は、これを踏まえ、『真臘風土記』で「こういうことはない」と述べていながら、他の碑文の記述などから実際にはあったと考えられる事柄については、実際にはあったが周達観が知る機会がなかったと解すべきだと述べている

### 項目
以下は東洋文庫版による。括弧書きは訳者である和田久徳による。
総叙　　城郭（城郭都市）　　宮室（住居）　　服飾
官属（役人たち）　　三教（三種の宗教）　　人物（住民）　　産婦（出産）
室女（おとめ）　　奴婢　　語言（言語）　　野人（野蛮人）
文字　　正朔時序（暦と季節）　　争訟（裁判）　　病癩（病気と癩）
死亡　　耕種（耕作）　　山川（自然の地勢）　　出産（産物）
貿易（商売）　　欲得唐貨（入手望む中国商品）　　草木　　飛鳥
走獣（獣類）　　蔬菜　　魚竜（魚類）  蔟醸（醸造）
塩醋醤麪（塩・酢・味噌・麪酵）　　蚕糸（養蚕）　　器用（有用な道具）　　車轎（車とかご）
舟楫（舟とかい）　　属郡（所属する地方行政区画）　　村落　　取胆（胆の蒐集）
異事（奇怪な事）  澡浴（水浴）  流寓（他郷にさすらい住むこと）  軍馬（軍隊）
国主出入（国王の外出）